# В групата съм
В групата съм (на английски: I'm in the Band) е комедиен сериал на Disney XD.

## Излъчване
| Сезон | Сезон | Епизоди | Начало на сезона | Край на сезона  |
| ----- | ----- | ------- | ---------------- | --------------- |
|       | 1     | 21      | 27 ноември 2009  | 8 ноември 2010  |
|       | 2     | 20      | 17 януари 2011   | 9 декември 2011 |

## Сюжет
Трип Кембъл спечелва вечеря с любимата си група „Iron Weasel“ и успява да се сдобие с мястото на водещ китарист в групата. Разведената му майка се съгласява тримата членове на групата да останат да живеят в тяхната къща, като се надява, че ще му бъдат модели за подражание. Но те всъщност се оказват безгрижни, мързеливи и откачени рокери. Съжителството с тях значи пълен купон, но понякога води до доста неприятности.

## Герои

### Главни
- Трип Кембъл – 15-годишно момче, което винаги е мечтало да се присъедни към рок банда. След като се запознава с членовете на „Iron Weasel“, той успява да ги убеди да го вземат за водеща китара в групата им. Той е най-малкият от цялата група, но е и най-умният. Трип е този, който обикновено разрешава проблемите на групата. Когато е ядосан често свири на китара. Трип харесва различни момичета. Алергичен е към фъстъци.

- Дерек Джупитър – британец. Наперен, често егоист, но много чаровен. Той е вокалиста на „Iron Weasel“. Дерек е добър магьосник и говори испански. Той е най-високият в групата. Често причинява повечето проблеми на групата. Трип го определя като душата на групата. Има мотор, който е потрошен от Трип. Често казва оптимистично „едва ли е някой забелязал...“.

- Аш – симпатичния барабанист, който често е определян за най-глупавия член на групата. Той е смешен и глупав, без да го осъзнава. Имал е две рибки Суши и Суши 2, но Бъргър убил и двете без да иска с ток от бас китарата. Знае някой любопитни факти. Пищи като момиче. Използва четири различни гела за да поддържа косата си. Често сънува барабани на сън.

- Бъргър Пит – обичащ храна бас китарист на Iron Weasel. Той е най-откачения в групата. Има наднормено тегло и отвратителни навици, включително ядене на червеи. Изпитва наслада от физически действия като това да троши бас китарите си или да си удря главата в стената. Лакира си ноктите в черно. Влюбен е в майката на Трип.

- Изи Фуентес – една от най-близките приятели на Трип. Тя е голяма фенка Iron Weasel както и на други рок групи. Тя също така е амбициозна певица и неведнъж е опитвала да стане беквокалистка на Iron Weasel. Тя не знае какво е да погаждаш номера. Тя събира щури сувенири от известните рок звезди (например Дерек: нокът, Бъргър: не доядена храна, Аш: косъм от косата му).

### Второстепенни
- Бет Кембъл – майката на Трип. Обича и подкрепя сина си във всяко начинание, но с идването на „Iron Weasel“ всичко се променя. Съгласява се членовете на групата да живеят в къщата ѝ, като модели за подражание.

- Корнелиус Стрикланд – директорът на гимназията в която учи Трип. Не харесва „Iron Weasel“ от които се отвращава всеки път, не обича учениците да правят пакости в училището. Във втори сезон е заменен от Морис Джънкинс.

- Джаред – приятел на Трип и Изи. Изперкал, изключително умен и странен. Крещи като момиче когато се изплаши. Влюбен е в домакинката на гимназията.

- Ернесто Силнесто – кечист и бивш асистент на „Iron Weasel“. По време на един концерт на групата решава да предложи брак на приятелката си Джули, Iron Weasel го унижават пред всички след като му свалят панталоните. След този случай се заканва да отмъсти на групата за стореното, но бива арестуван след като се опитва да ги нападне.

- Чарлз „Чъки“ Албъртсън – доведен син на Саймън Крейг. Мрази „Iron Weasel“ наричайки го Чъки, дори изпада в диви истерии, след като някой го нарече така.

- Саймън Крейг – мениджър на „Iron Weasel“ и пастрок на Чарлз.

- Морис Джънкинс – директорът на гимназията във втори сезон. Не харесва Трип и го притеснява флиртуването с дъщеря му Джия.

- Брайс Джонсън – умен, красив и богат младеж. Капитан на училищния отбор по баскетбол. Не харесва Трип, след като открадва първата му любов в детската градина и гаджето му Лана на два пъти.

- Арлийн Рока – досадната съученичка на Трип. Има голямо, но и донякъде страховито влюбване в него. Имала е котка на име Хип-хоп и има костенурка на име Джаз. Баща ѝ Бари е музикален продуцент.

- Бари Рока – музикален продуцент и баща на Арлийн. Харесва „Iron Weasel“ и се опитва да направи рекордна сделка с тях, но не успява.

- Лана – нелепато, материалистично момиче и гадже на Брайс Джонсън. Зарязва Трип два пъти – първия път заради групата и втория защото не е богат.

- Нана – бабата на Трип.

- Метъл Улф – рок група и съперници на „Iron Weasel“. Не харесват музиката си и правят всичко за пари.

## В България
В България сериалът се излъчва от 17 юли 2010 г. по Disney Channel всеки делник. От 5 юли 2011 започва излъчване на втори сезон във вторник от 18:00 часа и събота и неделя от 12:30 часа. Дублажът е синхронен и е на студио Доли. Ролите се озвучават от Мариан Бачев, Ненчо Балабанов, Георги Тодоров, Владимир Пенев, Лина Шишкова, Ирина Маринова, Адриана Андреева, Емил Емилов, Петър Бонев и други.